# Haenam
Der Landkreis Haenam (kor.: 해남군, Haenam-gun), auch als Ttangkkeut (땅끝) „Ende des Landes“ bekannt, befindet sich in der Provinz Jeollanam-do in Südkorea. Der Verwaltungssitz befindet sich in der Stadt Haenam-eup. Der Landkreis hatte eine Fläche von 1006 km² und eine Bevölkerung von 71.806 Einwohnern im Jahr 2019.
Die Wirtschaft des Landkreises basiert hauptsächlich auf der Landwirtschaft, wobei Reis und Radieschen die beiden häufigsten Anbaukulturen sind.

## Sehenswürdigkeiten
Im Landkreis befindet sich der buddhistische Tempel Daeheungsa (대흥사), der im Jahr 2018 zum UNESCO-Welterbe ernannt wurde.